# 雪谷川ダムフォリストパーク・軽米
雪谷川ダムフォリストパーク・軽米（ゆきやがわダムフォリストパーク・かるまい）は、岩手県九戸郡軽米町にある森林公園。

## 概要
高さ16メートル、羽根の直径20メートルの風車、約7,000平方メートルの花畑に咲く約15万本のチューリップ、雪谷川ダム湖等で知られる他、多くの施設が点在している。

## 敷地内施設
- 風車展望台
- 雪谷川ダム
  - 河川 – 新井田川水系雪谷川
  - 目的／型式 – FA/重力式コンクリート
  - 堤高 – 28.4メートル[1]
- メモリアルブリッジ
  - 雪谷川ダム湖に架かる、全長154メートルの真っ赤な吊り橋。公園と対岸とを結び、新緑から紅葉の季節まで景観眺望、散策などに適している。
- サウザントステージ
  - 1,000人収容可能な野外ステージ
- 木炭資料室
  - 木炭生産が盛んな当地の気候風土、木炭関連資料を約170点展示
- レストラン
  - 喫茶や軽食、当地特産のサルナシを使用したソフトクリームが供される。
- メニーサイドハウス
  - キャンプ場そばにあるウッドデッキ風の大きな休憩施設。テーブルやイスも備え付けており、キャンプやピクニックに活用可能
- キャンプ場
- カタクリ群生地
- アジサイ園
- テニスコート

## ギャラリー

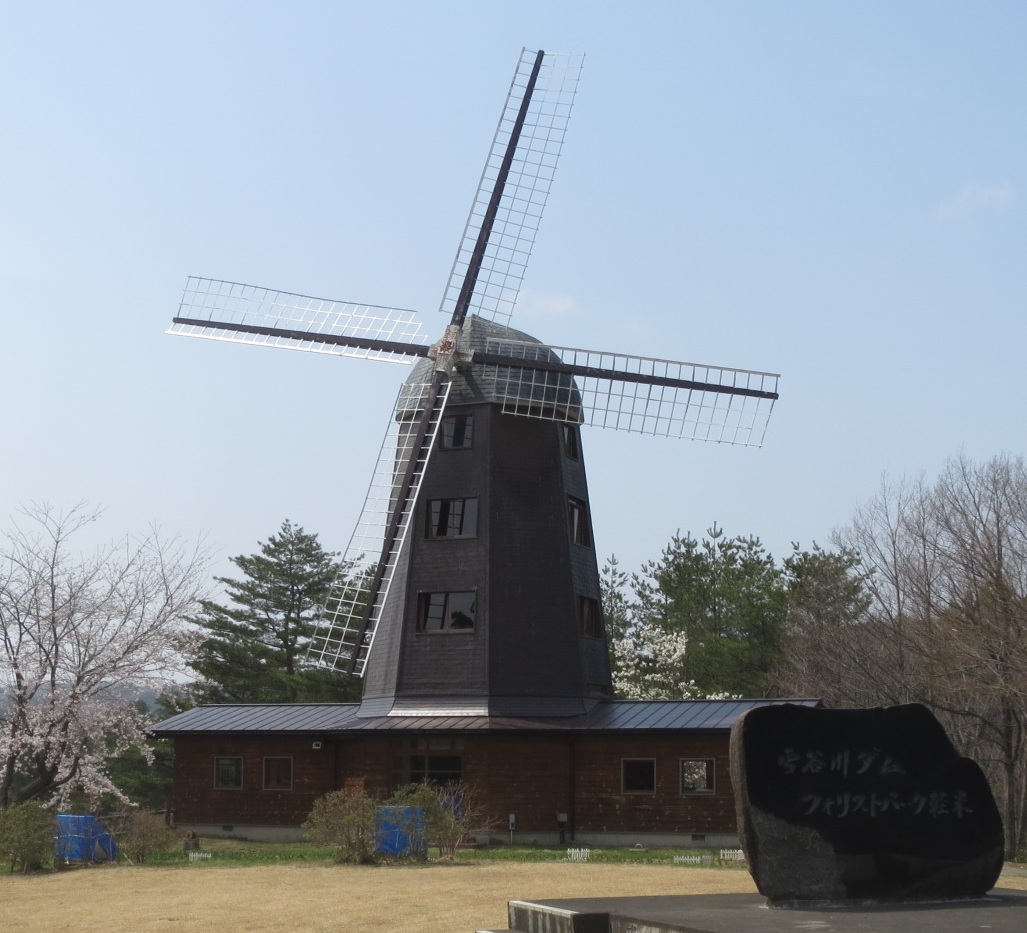
風車展望台
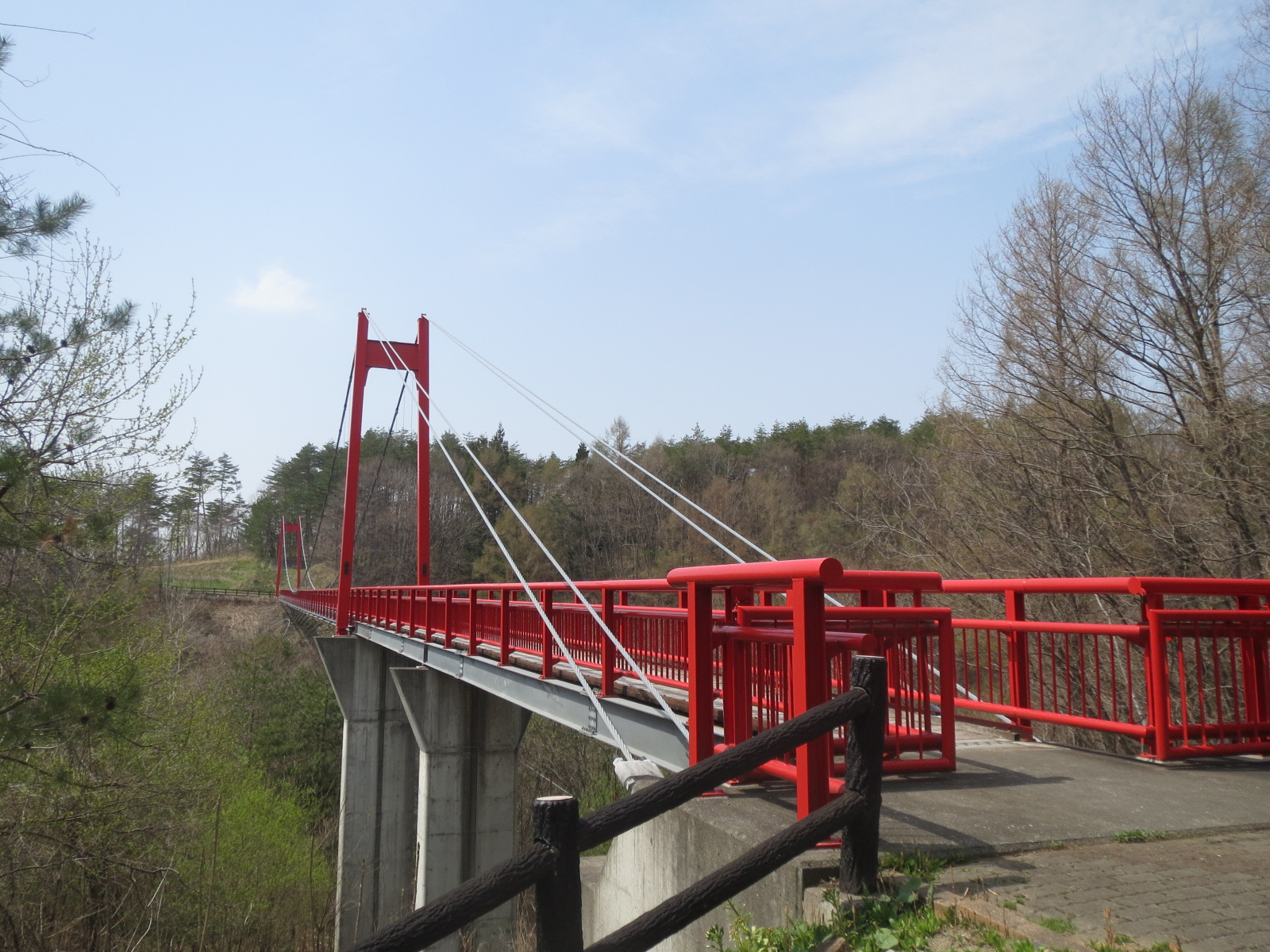
メモリアルブリッジ

## 営業情報
- 期間 - 4月1日から10月31日（売店・レストランは4月下旬より）
- 時間 – 9:00から17:00
- 休園 – 月曜日及び祝祭日の翌日

## 所在地
- 岩手県九戸郡軽米町大字小軽米20-3-1